# Инкубация яиц
Инкуба́ция яиц — процесс развития эмбриона яйцекладущих животных от момента снесения яиц до появления выводка, протекающий при определённых климатических условиях. Условия, необходимые для нормального развития эмбриона, могут обеспечиваться взрослой особью путём их высиживания или создаваться человеком искусственно.

## Описание
Наиболее важным фактором инкубации является поддерживание постоянной температуры, необходимой для развития в течение определённого периода. В период инкубации к зародышу извне поступает только кислород, а всё остальное он получает от яйца. Инкубация яиц является одной из основных категорий современного птицеводства.

## Насиживание в природе
Яйца большинства видов получают тепло непосредственно от высиживающих их особей, проявляющих инстинкт насиживания. Однако имеются и некоторые исключения: к примеру, представители семейства большеногов зарывают свои яйца в кучи компоста, а яйца ржанки рачьей получают тепло от солнца. Южноафриканский рябок, наоборот, целый день укрывает свои яйца в тени. Немаловажную роль играет влажность воздуха. При слишком сухом воздухе из яйца испаряется чрезмерное количество влаги, что может привести к гибели эмбриона. По окончании инкубационного периода яйцо, как правило, становится легче.
Процесс высиживания яиц распределяется между полами, но бо́льшую часть времени этим занимаются самки. В качестве исключения можно выделить семейство казуаров, в котором яйца высиживает исключительно самец.
Инкубационный период может длиться от 11 дней (у некоторых воробьинообразных) до 85 дней (странствующий альбатрос, северный киви). У последних процесс инкубации прерывается. Самый длинный непрерывный период наблюдается у императорских пингвинов (от 64 до 67 дней). Длительность инкубационного периода зависит от размеров представителей определённого вида. У гнездящихся птиц продолжительность инкубации выше. Процесс высиживания яиц — весьма энергоёмкий. К примеру, альбатрос, высиживая яйца, теряет около 80 г в день. На длительность периода также влияет температура окружающей среды.
Начальные стадии развития зародыша обычно протекают внутри животного в ходе формирования яйцевых оболочек, от момента оплодотворения до снесения яйца. После снесения яйца наступает период диапаузы, когда эмбрион прекращает своё развитие. Дальнейшее развитие эмбриона продолжается с началом инкубации. Свежие яйца домашней птицы могут храниться без заметного снижения инкубационных качеств не более 6—10 суток при температуре 12—18 °C. Более продолжительное хранение яиц сопряжено со снижением выводимости яиц и качества выведенного молодняка.
Одни виды высиживают по одному яйцу, другие — сразу по нескольку. В случае высиживания нескольких яиц сразу птенцы, которые вылупятся последними, будут более подвержены нехватке питательных веществ.

## Инкубационные периоды
| Птица     | Инкубационный период (дней) |
| --------- | --------------------------- |
| Курица    | 20—22                       |
| Утка      | 26—28                       |
| Вьюрковые | 11—14                       |
| Гусь      | 25—28                       |
| Страус    | 35—45                       |
| Попугай   | 17—31                       |
| Фазановые | 24                          |
| Голубиные | 10—18                       |
| Перепел   | 17—20                       |
| Лебеди    | 33—36                       |
| Индейки   | 28                          |